# Casa B. Pinell
La Casa B. Pinell, o Casa Josep Badiella, és un edifici del centre de Terrassa (Vallès Occidental), al Raval de Montserrat, protegit com a bé cultural d'interès local.

## Descripció
L'edifici fa cantonada, amb mitgeres i dues façanes que donen, la principal, al Raval de Montserrat i, l'altra, al carrer de la Vila Nova. Consta de planta baixa i dos pisos. La façana principal conté la porta d'entrada i una gran finestra amb arcs rebaixats. El primer pis presenta un balcó amb finestra central; el segon pis és format per un grup de tres finestres iguals. La planta primera i els dos pisos estan separats per una línia d'imposta que a la façana lateral es veu trencada per una finestra amb un arc rebaixat i dos grups de finestres geminades al tercer pis. Acaba l'edifici una cornisa de ceràmica lleugerament corba.

## Història
Construït el 1916 per l'arquitecte Lluís Muncunill, l'edifici ha estat tradicionalment la seu del PSUC i del sindicat Comissions Obreres, i actualment allotja la seu terrassenca d'Iniciativa per Catalunya Verds.